# Llista de personatges de Plats bruts
Recopilació dels personatges que apareixen a la sèrie de televisió Plats bruts. Aquesta comèdia catalana es va estrenar el 19 d'abril de 1999 al canal de televisió TV3 i es van emetre les sis temporades que es van rodar fins a l'any 2002 amb un total de 73 episodis. Protagonitzada per Joel Joan, Jordi Sànchez i Mònica Glaenzel, es representa la convivència entre dos companys de pis de caràcters totalment diferents juntament amb la seva veïna Emma

## Principals

### Josep Lopes
Interpretat per Jordi Sànchez, tothom el coneix com a «Lopes», té 35 anys. És un home d'estatura mitjana, una mica calb, no gaire agraciat físicament i molt catalanista. Ha fracassat en tot el que ha fet en la seva vida, és de mitjana edat i encara no ha triomfat ni en l'amor ni en el món laboral, més aviat tot el contrari. Això li ha comportat tenir un caràcter molt depressiu, generalment ensopit, trist i pessimista, s'ofega en un got d'aigua i s'atabala fàcilment. Té una personalitat molt dèbil, no sap dir mentides i no s'atreveix a fer res il·legal, fins al punt que és capaç d'entregar-se voluntàriament a la Policia si creu que ha comès alguna malifeta encara que potser no és ni delicte. El seu pare és l'Oriol Lopes, que el va concebre en una platja amb una «guiri» alemanya anomenada Marlene, de la qual no se'n sap res més durant la sèrie. Degut a l'excentricitat i a la filosofia de vida del seu pare, va rebre una educació molt especial i no va gaudir gaire de la seva infància. Actualment treballa de locutor de ràdio a Ràdio Bofarull, una emissora local que no escolta gairebé ningú. Depèn d'un contracte «escombraria» amb el qual no es pot permetre cap caprici, de manera que sovint ha de demanar crèdits a diferents bancs per poder sobreviure, aproximadament en té sis o set demanats. De jove havia estat monitor de lleure i en una ocasió va coincidir amb el David en unes colònies que van acabar de forma traumàtica. Manté una relació amorosa de més de dotze anys amb la Lídia, però en el primer episodi el deixa perquè està farta de la seva inseguretat i immaduresa. Algunes de les seves peculiaritats són que beu un licor Carmelitano quan està atabalat i té un orinal sota el llit. És fan del Charlton Heston i de la pel·lícula «El planeta dels simis». Al principi de la sèrie, el seu pare se'n va a Porrera i com que es queda tot sol, ha de buscar-se un pis de lloguer que no pot pagar sol pel sou tan baix que cobra.

### David Güell i Sobirana
Interpretat per Joel Joan. Li costa molt lligar perquè s'enrotlla molt i les noies no l'aguanten. En teoria estudia les carreres de Dret i Econòmiques, però no hi assisteix mai perquè realment vol ser actor i estudia a l'Institut del Teatre. El problema és que el seu pare no ho tolera i ell decideix emancipar-se, això si, amb l'assistenta de tota la vida, la Carbonell, que li fa tota la feina de casa. Tot i que s'emancipa, continua rebent una paga de 150.000 ptes al mes dels seus pares, segons ell simbòlica perquè no són suficients per cobrir totes les seves despeses. Paradoxalment, tot i el seu origen burgès, té idees força anarquistes i liberals, fet pel qual li cau tan bé el pare del Lopes, l'Oriol. És especialista a mostrar-se tal com no és, ja que és fàcilment influenciable i depèn de les opinions que tenen els altres d'ell. Com a curiositat, té terror a l'aigua i no sap nedar, de manera que la Carbonell li falsificava la firma de la seva mare per evitar assistir a les classes de natació quan era petit i ara encara l'ha d'ajudar a banyar per no quedar-se sol a la dutxa.

## Secundaris

### Emma Cruscat de Palausabullabellobach i Gonzàlez
Interpretada per la Mònica Glaenzel, és una noia excèntrica i d'estil molt peculiar. Viu a la caseta de fusta que hi ha al terrat, sobre el pis dels nois. En teoria paga lloguer però la caseta de fusta només és una habitació sense cap mena de servei. No paga llum, ni aigua, ni gas, ni compra menjar, tot el que vol o necessita ho agafa del pis del David i el Lopes. És una noia baixeta, prima i rossa, encara que constantment es tenyeix de colors variats i llampants. Té un caràcter molt alegre, optimista i bromista, però també és un pèl ingènua. Té un estil molt peculiar en la roba, molt extremat, estrident, modern, amb estampats estranys i sense seguir cap moda. Va rebre una educació molt atea, mai ha entrat en una església ni sap en què consisteixen les celebracions que s'hi fan. No té cap feina fixa perquè s'atabala i prefereix buscar feines curtes de tant en tant, encara que normalment són molt mal pagades. Tot i això, no té problemes per sobreviure, ja que gasta molt pocs diners. No és gens vergonyosa i és força fresca, no paga mai cap consumició al Cafè Maurici. Curiosament, el seu primer cognom prové de la noblesa catalana, concretament és la descendent més directa de Martí l'Humà, és a dir, és princesa i descendent de la Corona d'Aragó.

### Conxita Carbonell
Interpretada per Anna M. Barbany, és una dona d'avançada edat que ha estat l'assistenta del David des de ben petit. S'encarrega de fer-li totes les feines de casa i fins i tot l'ha de banyar. Té un caràcter molt fort i amb molt de geni, però també és espontània, directa i irònica. És una gran amant de les armes i té un gran arsenal a casa seva, actualment presideix l'»Associació Catalana Amics del Rifle». També és molt violenta, fet pel qual no la van acceptar per realitzar el servei militar. És estrany que una dona amb la seva intel·ligència i experiència, només sigui una assistenta. Segons explica ella mateixa, ha cuidat i treballat amb molts famosos de tot el món, entre els quals destaca un affaire amb en Charlton Heston. A causa d'això, té molts contactes amb famosos inclosa la policia i militars. Una de les manies que té és comptar bales quan està nerviosa per relaxar-se. El seu personatge abandona la sèrie al final de la quarta temporada quan se'n va a Lapònia amb el Pare Noel.

### Pol Requena
Interpretat per Pau Durà, és un noi de 24 anys, originari d'Alcoi, que estudia a l'Institut del Teatre amb el David i treballa com a cambrer al Cafè Maurici. És poca cosa físicament, baixet i força sec. Pel que fa al caràcter, és molt bon noi i sensible però amb personalitat i bastant intel·lectual, de vegades escriu poesia. És gai i segons ell li ve de família, ja que la seva iaia ja era lesbiana. A més, és tresorer de la Coordinadora Gai-Lesbiana del seu barri Abandona la sèrie poc abans de finalitzar la quarta temporada en un episodi on es parodia la vida real de l'actor que aconsegueix un paper en la sèrie de televisió «7 vidas».

### Maria de las Mercedes de Simancas i Murrieta
Interpretada per Montse Pérez, tothom la coneix com la «Mercedes» i és la directora de Ràdio Bofarull, on treballen el Lopes i en Ramon. És una dona de mitjana edat, de caràcter molt fort, seriosa, orgullosa, molt brusca i una pèl malcarada. És original d'un poble del Pirineu navarrès, cosa que es nota en el seu caràcter. Ha tingut dos matrimonis i amb el primer va tenir una filla, l'Ariadna. Li agrada molt el whisky i més d'una vegada ha acabat gata.

### Ramon Zamora
Interpretat per Lluís Xavier Villanueva, és un home de mitjana edat, company del López a Ràdio Bofarull, treballa de tècnic de so des dels catorze anys. És un home clàssic, sobretot en l'estil de vestir, té la mentalitat força tancada, és força curt i ingenu però molt bromista. Al principi és una mica homòfob però quan coneix el Pol, aquest li cau molt bé i després ja no té prejudicis, però li fa bromes contínuament sobre la seva sexualitat. Com a curiositat és karateka cinturó negre i segons expliquen, està molt ben dotat sexualment. Acaba la sèrie amb un sol ronyó per haver donat l'altre a la Mercedes, després que aquesta l'enganyés. Té molt bona relació amb la iaia del David, i sovint la visita per xerrar, prendre te i menjar pastetes.

### Iaia Asunsión
Interpretada per Mercè Comes, se la coneix simplement com la «iaia» i a vegades per «Asunsión». És l'àvia del David per part de mare i és vídua. Va anar a viure amb els nois perquè notava que s'havia de morir i ho va vendre tot. És una dona molt gran, de 93 anys, molt sorda i amb problemes de vista a causa de cataractes, segons el David també té una cama ortopèdica. Tot i això, a vegades sembla que la sordesa és mentida perquè només l'afecta quan vol. A causa dels problemes de vista, confon al Lopes com la dona del David anomenant-lo «Lupe» i a l'Emma amb l'amant del David. És molt religiosa, sovint resa el rosari a casa. Té molt bona relació amb el Ramon i el convida per xerrar juntament amb les seves amigues Remei i Genoveva. És incapaç de diferenciar la ficció de la realitat i es pensa que les sèries de televisió i les pel·lícules són veritat. Té obsessió per les pel·lícules de l'actor Tony Curtis. Moltes vegades parla del seu home, l'avi Tonet, el qual li agradava molt anar amb dones. El seu personatge va aparèixer a la cinquena temporada per ocupar l'espai deixat per la Carbonell.

### Stasky
Interpretat per Borja Espinosa, és el cambrer que substitueix el Pol a partir de la cinquena temporada. És un noi jove, modern i força avar. Té moltes idees per renovar el bar i els seus serveis per tal de guanyar més diners i ser millor cambrer que el Pol. No queda clar si la seva mare li va posar aquest nom en honor de la sèrie de televisió estatunidenca Starsky & Hutch.

## Altres
- Oriol Lopes (Jordi Banacolocha) (7 episodis). És el pare d'en Lopes encara que n'és completament diferent. És un hippie, revolucionari, comunista, pacifista, antimilitarista, antiintervencionista, anticonsumista, feminista i ecologista. Li agrada molt anar de festa, lligar amb noies, fumar marihuana i beure. Al principi de la sèrie, decideix anar a viure a una masia del poble de Porrera per treballar-hi de mestre d'escola i el seu fill, que encara vivia amb ell, ha de trobar un pis per viure sol. Quan torna a Barcelona per visitar el Lopes, coneix el David i connecta molt bé amb ell, surten a divertir-se junts, beuen, fumen i fan performances a La Rambla. Una nit coneix a la Carbonell sense saber que és l'assistenta del David i s'enamoren. Posteriorment es casen encara que cap dels dos creu en el matrimoni. Passat un temps se separen perquè la convivència entre ells és molt dura. Algunes vegades li ha demanat diners al Lopes amb alguna excusa però se'ls acaba gastant per viatjar amb alguna noia, fins i tot amb alguna xicota del Lopes o del David. Com a curiositat, no li agraden les cadires i prefereix jeure a terra o en coixins.

- Doctor Prim (Carles Canut) (6 episodis). És el metge privat d'en David, treballa en un prestigiós hospital de Barcelona i és col·lega del seu pare. Té la peculiaritat que és un aficionat radical del Barça, i n'és el soci número 69. Sempre s'acomiada amb un «Visca el Barça!».

- Rosa (Meritxell Sabaté) (5 episodis). És la muller del Ramon. Una dona molt seriosa i que parla molt poc. Treballa de perruquera i és fan del Lopes.

- Guillermina (Mercè Martínez) (5 episodis). És la xicota d'en Lopes a la sisena temporada. Es van conèixer pel xat però abans va sortir amb el David perquè el Lopes li va enviar una foto seva en lloc de la seva. És de Manlleu i vol dedicar-se a cantar òpera però fa audicions perquè la contractin. Li agrada que el Lopes li digui «cucurutxo».

- Marina (Carme Pla) (4 episodis). Durant un temps va ser la xicota del David, quan ell va tallar amb la seva amiga Lola. És una noia maca, força baixeta i intel·ligent. Treballa d'oceanògrafa a l'Aquarium cuidant els dofins.

- Arrendador (Santi Ibáñez) (4 episodis). És l'arrendador del pis on viuen els nois i de la caseta de fusta. Sap vendre molt bé el pisos i aprofita per demanar un preu força elevat. En el cas dels nois, aprofita la ingenuïtat del David per fer una subhasta sobre el preu final del lloguer i aconseguir-ne més diners.

- Lídia Morales (Marta Millà) (4 episodis). És la xicota del Lopes des de fa dotze anys, els quals es van conèixer sent monitors. Ja al primer capítol trenca la relació quan veu que el Lopes prefereix compatir pis amb el David en lloc d'anar a viure amb ella després de tants anys. Decideix desaparèixer i anar-se'n al Brasil a treballar per una ONG organitzant escoles pels indígenes. És una dona molt seriosa i decidida, una mica hippie i força malcarada. Havia coincidit amb en David quan era monitora i comenta que els nens li van posar el sobrenom de la «sapo» per la semblança de la seva cara amb la dels gripaus.

- Doctor Antoni Güell i Fuster (Jesús Ferrer) (4 episodis). És el pare del David i està casat amb Consol Sobirana. Disposa d'una gran riquesa gràcies a la família de la que prové i a ser un prestigiós cirurgià plàstic. És un home molt sever i recte, motiu pel qual va obligar a estudiar dret al seu fill i no entén que ell vulgui ser actor, ja que troba que és una feina molt degradant.

- Consol Sobirana (Vicky Peña) (4 episodis). És la muller del Dr. Güell i mare del David. És una dona molt riellera, presumida i amb glamur. Gran amant de l'art i de la decoració.

- Metge del «seguro» (Enric Pous) (4 episodis). És el metge de la Seguretat Social al qual truquen els protagonistes quan estan malalts i els visita a casa. És un home de caràcter molt sec, realitza els diagnòstics molt ràpid i sense realitzar cap diagnosi als malalts. L'actor va morir durant el rodatge de la sèrie i l'episodi 40 es va dedicar a la seva memòria.

- Àngel Fontanilles i Cruïlles (Marc Cartes) (4 episodis). És un agent de la Guàrdia Urbana de Barcelona que apareix perseguint l'Emma a la platja quan ven cocos il·legalment. És un noi molt responsable, estricte, ordenat, perfeccionista, rigorós i que defensa fermament el compliment de la normativa. Li agrada molt la seva feina, sobretot dirigir el trànsit i els embussos. Finalment s'enamora de l'Emma però els seus caràcters són molt diferents, i per amor traeix els seus valors.

- Lola (Laura Jou) (2 episodis). És la millor amiga de la Marina i la xicota del David durant uns dies. Havia estudiat amb l'Emma i també és amiga del Pol. El David va muntar una festa per tal d'enrotllar-se amb ella i quan ho va aconseguir, s'adonà que estava enamorat de la seva amiga Marina, de manera que van sortir junts uns dies fins que ell es decidí a trencar la relació per sortir amb la Marina. Tots els nois diuen que té el cul en forma de cirera.

- Diana Zumalarraga (Marieta Sánchez) (2 episodis). És una dona cubana que el Lopes coneix quan viatja a Cuba amb la iaia. Els dos s'entenen molt bé i el Lopes decideix portar-la a Catalunya per casar-s'hi i que així ella pugui aconseguir els papers. És una noia baixeta, guapa i molt simpàtica que ha estudiat enginyeria genètica però no troba feina al seu país, i gràcies a tenir els papers arreglats, aconsegueix trobar feina a un laboratori de Finlàndia.

- Agents Padilla i Castillejos (2 episodis). Detenen el Lopes, el David i la Carbonell per possessió estupefaents i també investiguen un assassí en sèrie que hi ha pel barri.

- Marc Tomeu (Víctor Álvaro)(1 episodi). Becari de Ràdio Bofarull.

- Ariadna (Bibiana Guzmán) (1 episodi). És la filla del primer matrimoni de la Mercedes i és una estudiant de 16 anys. Intenta demostrar que és madura per la seva edat però en realitat és ingènua, molt influenciable i una mica infantil. Té un petit affaire amb el Lopes.

- Ivonne (Mònica Van Campen) (1 episodi). És una nòvia francesa que es troba el Lopes per un malentès.

- Marujito. És un canari que es troba l'Emma i se'l queda durant uns dies per cuidar-lo.

- Cobrador del gas (Rafel Llebaria) (1 episodi). Apareix al capítol 73 'Tinc touchdown', on se'l veu a la sala de control de Ràdio Bofarull escoltant el que li xiuxiueja el Ramon, mentre la Mercedes i el Joel els observen des del locutori a través del vidre.

## Artistes convidats
- Mònica Van Campen (episodi 10). Ivonne, noia francesa que manté una curta però tòrrida relació amb el Lopes.
- Miguel Ángel Rodríguez «El Sevilla» (episodi 15). Nou inquilí de la caseta de fusta quan l'Emma se'n va.
- Tomàs Molina (episodis 18 i 31). És entrevistat pel Lopes a Ràdio Bofarull i també és president d'una associació de calbs.
- Marcel Gros (episodi 20). Realitza un monòleg al Cafè Maurici.
- Andreu Buenafuente (episodi 20). Entrevista el Pol en el programa que presentava a TV3 «La Cosa Nostra».
- Tània Sàrrias (episodi 31). Presentadora del programa de televisió «Sputnik» al qual es presenta el Lopes per fer un càsting.
- Sergi Barjuan (episodi 32). Jugador del Barça que és amic íntim del Ramon i el convida a sopar un dia.
- Moncho (episodi 37). Visita el Lopes per animar-lo just abans que aquest comenci la seva actuació i li fa de teloner.
- Elisenda Roca (episodi 40). Presentadora del concurs al qual es presenten la Carbonell, el Pol, l'Emma i el Ramon per guanyar un viatge a les illes Fiji.
- Mari Pau Huguet (episodi 43). Presentadora del programa de televisió al qual acudeix en David per explicar els problemes econòmics que pateix el Lopes.
- Francesc Mauri (episodi 46). Home del temps.
- Quim Monzó (episodi 50). Escriptor que contracta el Lopes com a negre perquè li escrigui uns contes.
- Sergi Pàmies (episodi 50). Acusa a Quim Monzó de plagi perquè els contes que ha publicat són seus.
- Maria de la Pau Janer (episodi 50). Acusa a Sergi Pàmies de plagi perquè els contes que ha publicat en Quim Monzó en realitat són seus.
- Lucrecia (episodi 51). Amiga de l'Emma que havia estat l'anterior inquilina de la caseta de fusta i que canta en la festa cubana que munten en honor de la Diana.
- Àlex Rigola (episodi 52). Director de l'obra teatral alternativa en la que participa en David.
- Xavier Bru de Sala (episodi 66). Filòleg català expert en la comunicació intergeneracional que aconsella al David sobre què ell i la seva àvia es puguin entendre quan parlen.
- Núria Feliu (episodi 73). Cantant en l'himne estatunidenc traduït al català abans de començar el partit de futbol americà.